# 爆球連發！！超級彈珠人
《爆球連發！！超級彈珠人》（日语：爆球連発!!スーパービーダマン）是今賀俊所作的日本漫畫，於1995年至2001年間連載，描寫了彈珠超人和操縱彈珠超人的戰鬥。於1999年改編成電視動畫。

## 旁白&口號
開頭旁白
自古傳說 人的魂魄會附在玉中，我們一行人也將奮戰不懈，為了彈珠超人
戰鬥口號
B-FIGHT! 彈珠發射!

## 登場人物

### 主要人物
戶坂玉悟（cv：瀧本富士子（日本）／許雲雲（台灣））
熱血的強力射手，自幼與叔叔生活在一起，因為不斷搬家的因素沒有什麼朋友，所以彈珠超人便成為了他最要好的夥伴。全國大賽的時候與丸馬和莎拉共同組成勇氣隊，是隊上最為重要的主力砲手，總是在最為危機的時候讓隊上在驚險中榮勝。也許是因為個性的關係，不知不覺會被玉悟的彈珠魂吸引。
擅長的技能為加農炮射擊。
西部丸馬（cv：芝原千彌子（日本）／賀世芳（台灣））
第二男主角，有著關西狙擊手的外號，擅長連射、狙擊。飛龍號系列機使用者，特別喜歡用單手狙擊。
一開始跟主角玉悟是競爭關係，後來因為欣賞主角組成勇氣隊參加比賽。
在團隊中是屬於軍師和領導的角色，判斷與應變能力快，執行能力很高，隊伍大部分的機體都是他跟博士改良的。
缺點是脾氣暴躁，所幸在比賽中不容易被情緒影響。
沙拉（cv：今井由香（日本）／朱憶華（台灣））
自稱彈珠超人魔術師，為阿拉伯石油大王的兒子，能使用驅動擊發。。過去發生的事情讓莎拉自尊心嚴重受創，只能依靠卑劣的手段來獲取勝利，看在玉悟他們的眼裡，莎拉的行為欠缺了彈珠魂。在膽氣戰隊中扮演著相當重要的中介者，冷靜沉著的態度總是能在陷入混亂時給予建議，化險為夷。
擅長技能為變化球。
飛田貓丸（cv：渡邊久美子（日本）／朱憶華（台灣））
毫無任何實力、命中率極低，自稱「玉悟永遠的敵人」。隊上唯一沒有屬於自己彈珠超人的角色，使用的是JBA所設計的疾速山貓號，但以貓丸的實力只能說即使用了PI彈珠超人，也只是對牛彈琴；加入膽氣戰隊純屬運氣，話雖如此，但也成功了在全國大賽時守護膽氣戰隊，也算是功不可沒。
圓大作（cv：梁田清之（日本）／沈光嘉（台灣））
為了打倒各地彈珠手而四處流浪，使用的彈珠異常大顆，身材壯碩的小學生。
小翔（cv：加藤優子（日本）／謝佼娟（台灣））
玉悟的玩伴也是同校同學，全國彈珠王大賽與貓丸跟小守一組，未進決賽。
小守（cv：山崎依里奈（日本）／龍顯蕙（第1集至9集）→賀世芳（第11集起）（台灣））
玉悟的玩伴也是同校同學，全國彈珠王大賽與貓丸跟小翔一組，未進決賽。

### 參賽隊伍
王牌彈珠手
伊集院庄政（cv：結城比呂（日本）／董錦萍（第7集至10集）→雷碧文（第11集起）（台灣））
性格高傲，笑容陰險，本作中著名的反派角色。
北條明（cv：夏樹リオ）
對伊集院意外的忠誠。
早乙女基夫（cv：伊崎寿克）
BB甜心隊
小野寺麻里（cv：池澤春菜（日本）／董錦萍（第7集至10集）→雷碧文（第11集起）（台灣））
與丸馬是死對頭，甜心隊隊長，不怎麼相信奈奈的占卜。
中尊寺美樹（cv：豐島まさみ（日本）／許雲雲（台灣））
喜歡以掌上型電腦進行各種數據的計算。
大豪寺奈奈（cv：菊地祥子（日本）／朱憶華（台灣））
興趣是占星術及各種占卜，大部分時間很準。
巴克拉斯隊
風間美利（cv：私市淳（日本）／朱憶華（第12集）→雷碧文（第13集）→宋克軍（台灣））
在關東地區有東區連射王的稱呼，綽號神風比利與丸馬是競爭對手。擅長左右手各拿一支彈珠超人，雖然有著連射王的稱號，但最厲害的地方在於射擊反應力，能不移動視線就掌握週遭的狀況；平時都將彈珠超人放在腰間。原先為帕克萊隊的隊長，不過在初選的時候敗給勇氣隊，在全國大賽時受邀入隊。
大倉剛（cv：保志總一朗）
人稱亂打爆射剛，連射速度號稱天下第一，但命中率很差。
井出安行（cv：浅野まゆみ（日本）／雷碧文（台灣））
靠著彈簧扳機成為隊中的強打王。
影子隊
第一準決賽輸給玉悟的戰鬥鳳凰號的猛力一擊。
青木拓魔（cv：日高奈留美）
原田哲夫（cv：山口隆行）
片山敬壘（cv：河內麻友子）
先鋒隊
炸彈三回合賽對上王牌彈珠手，兩回合就被伊集院跟北條秒掉。
海盜頭巾三人組
無敵獵人隊
將彈珠人配置長槍管為一特色，第二準決賽時輸給丸馬特製彈珠炸彈。
渡邊完治（cv：柏倉つとむ）
修二（cv：阪口大助）
基司（cv：陶山章央）
雷克斯隊
四強隊伍之一，在四強賽臣服於王牌彈珠手絕對的實力之下。
青田葵
白田保歪人

### 其他人物
戶坂玉四（cv：玄田哲章）
玉悟的叔叔，平時於工地工作。
管家（cv：糸博（日本）／沈光嘉（台灣））
沙拉的管家，了解沙拉的過去。
彈珠攻略王 大師（cv：森久保祥太郎）
總是熱血播報每一場實況彈珠比賽，性質相似於爆走兄弟中的四驅鬥士。
彈野博士（cv：堀内賢雄）
冒冒失失，總是被丸馬使喚，製作彈珠超人技術一流。口頭禪為『驚爆登場!』

## JBA 全國彈珠王大賽
- 以下皆為動畫劇情，具漫畫內容有些許出入。

### 大賽規則
彈珠王大賽採3人一組，準決賽由預賽挑選出16強晉級。選手身上各有一顆於比賽登錄時刻印編號的彈珠，比賽期間不得遺失或破壞，否則失去資格。

### 預賽
第一關　通往天堂的階梯
位於山坡的一大斜坡，斜坡上有許多承受孔，須將彈珠打進孔內，才可繼續前進，否則失格。
第二關　室內迷宮
由黃綠色牆壁所組成，破解方法為跟著風走(上升氣流)。
第三關　雙橋
將彈珠射過橋即過關，彈珠掉落即失敗。
第四關　標靶
須擊中上方有強風阻礙的標靶，彈珠遭吹落則會被夾碎失格。
第五關　2選1 個人賽&團體賽
勇士隊vsBB甜心隊，勇士隊勝出
第一關 打擊土撥鼠　沙拉40 vs 奈奈50
第二關 旋轉射擊　　丸馬30 vs 麻里50
第三關 捕捉飛碟　　玉悟100vs 美樹0
Final
須攀上一大峭壁，將彈珠擊發至終點看板即晉級。

### 準決賽
準決賽時選手們每人會配置一個OS盔甲，一間專屬研究室可選手們供開發彈珠超人或開發，另外JBA也於每間研究室提供數個OS附屬組件。
OS盔甲可提升彈珠超人主體的抗力性，以及有能夠自由外加配備的強化外骨架。
OS附屬組件搭配得宜，可增強機體整體之性能。
第一準決賽(勝者晉8強)　定時炸彈三回合賽
戰鬥場地為一黑白兩色圓桌，桌中置一半圓球體計時器(60秒)，時間到前，將計時器推於對方陣地(爆炸)即獲勝。
第二準決賽(勝者晉4強)　磚牆攻防戰
雙方於比賽前須將目標隨意置於磚牆後，較快時間擊中對方目標者即可獲勝，一局定江山。

### 四強賽 街頭射擊賽
四強賽由俄羅斯輪盤決定場次及組別。
於西部街道賽場上，共分三區，進行一對一接力擊靶對決，集中靶的數量較多者獲勝。
第一場
巴克拉斯vs勇士隊，由勇士隊勝出。
第一區　沙拉3 vs 大倉2
第二區　玉悟2 vs 井出3
第三區　丸馬3 vs 風間2
第二場
雷克斯vs王牌彈珠手，王牌彈珠手清湯。
第一區　北條5 vs 青田0　(秒殺)
第二區　早乙女5 vs 白田0　(秒殺)
第三區　伊集院1 Call game!!

### 決賽 黃金金字塔
獲勝資格為擊破黃金標靶。
分成兩個比賽區域，兩隊由不同入口進入。
每人皆配戴一傳訊器，傳訊器連接著影子彈，影子彈被擊中兩次則失去資格，於下一區才能復活。
第一區
石碑碑文　在異色之物晦暗之下　眾多日光閃耀之處　通往光明的大門開啟
在沙拉跟玉悟接連失格之後，丸馬寡不敵眾輸給了王牌彈珠手隊。
第二區
玉悟的戰鬥鳳凰號，被伊集院擊毀，勇士隊陷於完全劣勢中，幸好聖戰鳳凰號及時送到玉悟手中，最後靠著三人的力量，將比賽帶入延長賽。
延長賽　黃金彈狩獵賽
各隊選出一主將，主將使用黃金彈，黃金彈遭擊爆則比賽結束，其他人的影子彈改為一次爆就會失格。
由插有雙方隊旗的陣地開始出發。

## 使用機體
- 第一研究所 閃光鬥士隊

| 角色     | ＰＩ-ＥＸ機體 |
| -------- | ------------- |
| 高原命   | 寶藍勇者      |
| 高原光   | 未使用        |
| 圓大作   | 沙羅曼蛇      |
| 高尾天空 | 鐵甲武士      |
| 草薙集   | 大蛇魂        |

- 第三研究所 瀨戶內海盜隊

| 角色     | ＰＩ機體   |
| -------- | ---------- |
| 村上海人 | 海神號     |
| 太洋     | 海神號     |
| 真鈴     | 海神號     |
| 赤鬼     | 金棒彈珠人 |
| 青鬼     | 金棒彈珠人 |

- 第四研究所 征服者隊

| 角色     | ＰＩ機體                |
| -------- | ----------------------- |
| 我猛時夫 | 火焰巨神號 (三連彈機型) |
| 大根     | 火焰巨神號 (三連彈機型) |
| 小悠     | 火焰巨神號 (三連彈機型) |
| 鬥志     | 火焰巨神號 (三連彈機型) |
| 近輪     | 火焰巨神號 (九連彈機型) |

- 第六研究所 勇士隊

| 角色     | 初代機體     | ＯＳ金鋼罩              | ＰＩ機體          | ＰＩ-ＥＸ             | Ｒ         | ＲＥ-ｕｎｉｔ             |
| -------- | ------------ | ----------------------- | ----------------- | --------------------- | ---------- | ------------------------- |
| 戶坂玉悟 | 戰鬥型彈珠人 |                         |                   | 超無敵鳳凰號 完美模式 | 究極鳳凰號 | 先鋒鳳凰號 巨大加農砲模式 |
| 西部丸馬 | 黑色彈珠人   | 飆風飛猛龍              | 英勇飛龍號        | 黑暗飛龍              | 究極飛龍   |                           |
| 沙拉     | 黃金彈珠人   | 英雄斯芬克斯 （金獅號） | 鈴鹿三頭犬        | 強力獅王號            |            |                           |
| 風間美利 | 普通彈珠人   | 左獅 右鷹               | 前鋒猛獅 後衛飛鷹 | 爆破鷹獅號 強力模式   | 豹獅號     |                           |
| 飛田貓丸 | 普通彈珠人   | -                       | 疾速山貓號        |                       |            |                           |

- 王牌彈珠手隊

| 角色       | ＰＩ-ＥＸ                 |
| ---------- | ------------------------- |
| 伊集院庄政 | 地獄三頭犬                |
| 北條明     | 獨角獸                    |
| 早乙女基夫 | 金剛電子爆風 （獨眼巨人） |

- 黑暗物質

| 角色     | 機體              |
| -------- | ----------------- |
| 高原夜見 | 究極藍勇者        |
| 馬達拉   | 螫針毒蠍          |
| 伴太     | 究極獅王          |
| 津印     | 狙擊戰神 雙子星槌 |
| 銀河     | 銀河堡壘          |

## 各集標題
| 集數     | 中文標題                           | 日文標題 |
| -------- | ---------------------------------- | -------- |
| 第一集   | 強勁對手！彈珠戰士                 |          |
| 第二集   | 激戰對決 黃金魔術師沙拉！          |          |
| 第三集   | 堂堂登場 最強的彈珠戰士貓丸？      |          |
| 第四集   | 熾熱的心！是敵人也是朋友           |          |
| 第五集   | 突擊！流浪的巨人彈珠戰士           |          |
| 第六集   | 炸彈強力擊發的怒吼！               |          |
| 第七集   | 驚爆展開！全國彈珠王大賽           |          |
| 第八集   | 超級危機！和美少女彈珠手糾纏不清？ |          |
| 第九集   | 終極任務 戰鬥鳳凰號！              |          |
| 第十集   | 超人勇氣 我們叫做勇士隊！          |          |
| 第十一集 | 超級連射！粉碎那銅牆鐵壁           |          |
| 第十二集 | 對決！狙擊手丸馬vs風間比利         |          |
| 第十三集 | 超炫麗！沙拉的魔法幻影             |          |
| 第十四集 | 爆風 荒野連射王！                  |          |
| 第十五集 | 超級決戰 目標黃金金字塔！          |          |
| 第十六集 | 重生 聖戰鳳凰號！                  |          |
| 第十七集 | 熾焰！光和影的對決                 |          |
| 第十八集 | 燦爛！通往勝利的大道               |          |

## 主題曲
片頭曲
- 『READY B-FIGHT!』

作詞：里乃塚玲央　　作曲/編曲：渡部チェル　　歌：遠藤正明 (ポリスター)
片尾曲
作詞：里乃塚玲央　　作曲/編曲：渡部チェル　　歌：水木一郎 (ポリスター)